# Amélie Mauresmo
Amélie Simone Mauresmo (Saint-Germain-en-Laye, 5 de juliol de 1979) és una extennista professional francesa que fou número 1 del rànquing individual femení. En el seu palmarès destaquen dos títols de Grand Slam (Open d'Austràlia 2006 i Wimbledon 2006) i una medalla olímpica d'argent als Jocs Olímpics d'Atenes (2004).
Va guanyar 22 títols individuals, entre ells l'Obert d'Austràlia, Wimbledon en 2006 i el Masters femení de Los Angeles 2005, i també tres en dobles. Fou número 1 de la classificació WTA en 2006 durant 34 setmanes. A més, guanyà la medalla de plata en la competició d'individuals de los Jocs Olímpics d'Atenes 2004.
El 3 de desembre de 2009 va anunciar oficialment la seva retirada del tennis en una conferència de premsa a París. L'any 2016 fou inclosa en el International Tennis Hall Of Fame.

## Biografia
Va néixer a Saint-Germain-en-Laye l'any 1979, filla de Françoise i Francis, i germana de Fabien. Començà a jugar a tennis amb quatre anys, inspirada per l'èxit del tennista francès Yannick Noah.
L'any 2006 fou condecorada amb la distinció Legió d'Honor pel President de la República francesa Jacques Chirac, mentre que el 2007 fou guardonada amb el premi Laureus a l'esportista revelació de l'any. El 2008 aparegué en la pel·lícula francesa Astèrix als Jocs Olímpics interpretant una esportista anomenada Amélix.
El 2012 fou escollida capitana de l'equip francès de la Fed Cup, classificant l'equip pel Grup Mundial I l'any 2014.

## Torneigs de Grand Slam

### Individual: 3 (2−1)
| Resultat  | Núm. | Any  | Torneig          | Oponent        | Marcador           |
| --------- | ---- | ---- | ---------------- | -------------- | ------------------ |
| Finalista | 1.   | 1999 | Open d'Austràlia | Martina Hingis | 2−6, 3−6           |
| Campiona  | 1.   | 2006 | Open d'Austràlia | Justine Henin  | 6−1, 2−0, retirada |
| Campiona  | 2.   | 2006 | Wimbledon        | Justine Henin  | 2−6, 6−3, 6−4      |

### Dobles femenins: 1 (0−1)
| Resultat  | Núm. | Any  | Torneig   | Parella             | Oponents                | Marcador |
| --------- | ---- | ---- | --------- | ------------------- | ----------------------- | -------- |
| Finalista | 1.   | 2005 | Wimbledon | Svetlana Kuznetsova | Cara Black Liezel Huber | 2−6, 1−6 |

## Jocs Olímpics

### Individual
| Any  | Campionat                     | Oponent       | Resultat |
| ---- | ----------------------------- | ------------- | -------- |
| 2004 | Jocs Olímpics, Atenes, Grècia | Justine Henin | 3−6, 3−6 |

## Carrera esportiva
Aconseguí disputar la final de l'Open d'Austràlia l'any 1999 sense ser cap de sèrie i havent derrotat la número 1 Lindsay Davenport. No va poder fer el mateix amb la número 2 Martina Hingis en la final. Tot just fou la segona tennista francesa en disputar la final d'aquest torneig després de Mary Pierce (1995). Després d'aquest torneig es feu pública la seva homosexualitat i patí les burles d'algunes de les seves contrincants.
A final de 2003 va disputar una nova edició de la Copa Masters i aconseguí classificar-se per primera vegada per la final, però fou superada per Kim Clijsters. L'any 2004 disputà les semifinals de Wimbledon i guanyà la medalla d'argent en els Jocs Olímpics d'Atenes en caure a la final davant Justine Henin. Malgrat no haver guanyat cap títol de Grand Slam, va guanyar cinc títols de vuit finals individuals que li permeteren escalar al número 1 del rànquing individual al setembre d'aquest any, esdevenint la primera tennista francesa en aconseguir aquest honor en l'Era Open. Durant el 2005 va guanyar tres títols però sense èxit en els Grand Slams, i en aquesta edició va guanyar per primera vegada la Copa Masters davant la seva compatriota Mary Pierce.
Aquest títol li va donar molta confiança i tot just començar la temporada 2006 va imposar-se a l'Open d'Austràlia a Justine Henin, el primer Grand Slam de la seva carrera. Va encadenar dos títols més consecutivament (París i Anvers) que li van permetre recuperar el número 1 al cap d'unes setmanes. Al Roland Garros va caure en quarta ronda i a continuació a caure en primera ronda d'Eastbourne. Tanmateix també hi va participar en dobles amb Svetlana Kuznetsova de parella i es van endur el títol, el segon en dobles de la seva carrera. A Wimbledon superà a la resta de favorites aconseguint el segon Grand Slam de l'any, derrotant a Henin en la final. Va esdevenir la primera tennista francesa en coronar-se a Wimbledon des de Suzanne Lenglen l'any 1925. L'estiu descansà per recuperar-se d'uns dolors a l'engonal i tornà poc abans del US Open. En aquest torneig avançà fins a semifinals, on fou derrotada per Maria Xaràpova. A final de temporada fou finalista a la Copa Masters en caure contra Henin en la final. Acabà l'any en la tercera posició del rànquing individual per darrere de Henin i Xaràpova.
A principis de 2007 va caure per sorpresa en quarta ronda davant Lucie Šafářová però aconseguí el títol a Anvers, tercer títol consecutiu en aquest torneig. A Dubai fou finalista en caure davant Henin. El 26 de març de 2007 fou distingida amb el títol de Cavaller de la Legió d'Honor pel President francès Jacques Chirac. Va patir una apendicitis només començar la primavera i va renunciar a participar en diversos torneigs per la seva recuperació. Arribà en condicions per disputar el Roland Garros però Šafářová s'interposà en el seu camí tot just en tercera ronda. Fou finalista en el primer torneig disputat sobre gespa (Eastbourne) en ser derrotada per Henin. A Wimbledon, on defensava corona, va caure en quarta ronda davant Nicole Vaidišová. A l'estiu no renuncià a participar en el US Open per falta de ritme, i retornà al circuit a Pequín, on fou superada a quarts de final per Peng Shuai. En la resta de torneigs, el seu rendiment fou molt mediocre i ni tan sols aconseguí classificar-se per la Copa Masters de final de temporada, ja que va caure del Top 15 en el rànquing.
La temporada 2008 els resultats continuaren sent negatius, i per exemple a l'Open d'Austràlia només va arribar a tercera ronda derrotada per Casey Dellacqua. En la resta de torneigs com Gold Coast, París, Doha, Dubai, Indian Wells, Miami o Amelia Island va caure en segona ronda, tercera, o quarts de final en el millor dels casos. En el Roland Garros també fou superada en segona ronda per Carla Suárez Navarro. Sobre gespa no millorà el seu rendiment i va caure en segona ronda a Eastbourne i tercera a Wimbledon davant Serena Williams, malgrat que en aquests torneigs es va veure afectada per dolors a la cuixa que li van impedir jugar al 100%. A continuació es van disputar els Jocs Olímpics de Pequín però Mauresmo va declinar la invitació de la federació francesa de tennis. Després de dos mesos de descans per recuperar-se dels dolors a la cuixa, Mauresmo va retornar al circuit amb una important millora en el seu joc. A Cincinnati es va classificar per les semifinals fins a perdre davant Nathalie Dechy, i també va caure a semifinals a New Haven. Malauradament, al US Open no va passar de quarta ronda en ser derrotada per Flavia Pennetta. Al setembre va anunciar que abandonava el seu entrenador de molts anys, Loic Courteau, degut als mals resultats. En la resta de la temporada, els seus resultats foren lamentables caient en primera ronda en la majoria de torneigs (Tòquio, Pequín, Zuric), i només a Moscou arribà a segona ronda, i a Luxemburg a quarts de final. Acabà l'any en la posició 24 del rànquing individual.
En l'inici de 2009 va debutar a Brisbane arribant a semifinals, però s'hagué de retirar per lesió. A l'Open d'Austràlia només va poder arribar a tercera ronda en ser derrotada per Victoria Azarenka. Poc després aconseguí el seu primer títol en dos anys a París superant a Ielena Deméntieva en la final. A Indian Wells no va passar de tercera ronda, i a Miami de quarta. Per sorpresa, s'imposà en la final de dobles junt a la russa Kuznetsova. A Madrid aconseguí disputar les semifinals però fou superada per 
Caroline Wozniacki. Al Roland Garros va caure tot just en primera ronda en mans d'Anna-Lena Grönefeld. A Wimbledon va arribar a quarta ronda fins a ser vençuda per Dinara Safina, en l'estrena del sostre retràctil de l'estadi principal a causa de la pluja. Al US Open tampoc va superar la segona ronda, aquest cop en perdre contra Aleksandra Wozniak. El 3 de desembre anuncià la seva retirada del tennis en una conferència de premsa a París, acabant finalment en la 21a posició del rànquing individual.

### Entrenadora
Un cop retirada del circuit de tennis professional va iniciar la seva carrera com a entrenadora de tennis. La primera col·laboració que va ffer fou pel seu compatriota Michaël Llodra durant el juny i juliol de 2010, únicament per preparar els torneigs sobre gespa. Al novembre d'aquest any també va córrer la seva primera marató, concretament a Nova York. Pel Roland Garros de 2011 tenia previst tornar a competir però només en el quadre de dobles mixtos junt a Llodra, però fou desqualificada prèviament a causa de no haver-se registrat en el programa anti-dopatge obligatori per competir en el circuit.
El 2012 va col·laborar amb la tennista belarussa Victoria Azarenka, número 1 en aquell moment, per tal de consolidar el seu estil de joc i poder mantenir el nivell tennístic. A l'estiu fou nomenada capitana de l'equip francès de Copa Federació. El 2013 va començar a entrenar la francesa Marion Bartoli, any que va guanyar el seu primer títol de Grand Slam a Wimbledon, i sense cedir cap set. El 2014 va anunciar que entrenaria l'escocès Andy Murray, en principi només pels torneigs sobre gespa. Degut als bons resultats aconseguits fins al final de temporada, Mauresmo va seguir com a entrenadora de Murray.

## Palmarès

### Individual: 48 (25−23)
| Abans de 2009                | Després de 2009         |
| ---------------------------- | ----------------------- |
| Grand Slam (2−1)             |                         |
| Jocs Olímpics Argent (1)     |                         |
| WTA Tour Championships (1−2) |                         |
| Tier I (6−5)                 | Premier Mandatory (0−0) |
| Tier II (14−12)              | Premier 5 (0−0)         |
| Tier III (0−2)               | Premier (0−0)           |
| Tier IV i V (1−0)            | International (1−0)     |

| Títols per superfície |
| --------------------- |
| Dura (13−11)          |
| Gespa (1−1)           |
| Terra batuda (6−7)    |
| Moqueta (5−4)         |

| Resultat   | Núm. | Data                   | Torneig                                           | Superfície   | Oponent             | Marcador               |
| ---------- | ---- | ---------------------- | ------------------------------------------------- | ------------ | ------------------- | ---------------------- |
| Finalista  | 1.   | 11 de maig de 1998     | Berlín, Alemanya                                  | Terra batuda | Conchita Martínez   | 4−6, 4−6               |
| Finalista  | 2.   | 18 de gener de 1999    | Open d'Austràlia, Austràlia                       | Dura         | Martina Hingis      | 2−6, 3−6               |
| Finalista  | 2.   | 22 de febrer de 1999   | París, França                                     | Moqueta (i)  | Serena Williams     | 2−6, 6−3, 6−7(4)       |
| Guanyadora | 1.   | 18 d'octubre de 1999   | Bratislava, Eslovàquia                            | Dura (i)     | Kim Clijsters       | 6−3, 6−3               |
| Guanyadora | 2.   | 1 de gener de 2000     | Sydney, Austràlia                                 | Dura         | Lindsay Davenport   | 7−6(2), 6−4            |
| Finalista  | 4.   | 1 de maig de 2000      | Bol, Croàcia                                      | Terra batuda | Tina Pisnik         | 6−7(4), 6−7(2)         |
| Finalista  | 5.   | 15 de maig de 2000     | Roma, Itàlia                                      | Terra batuda | Monica Seles        | 2−6, 6−7(4)            |
| Guanyadora | 3.   | 5 de febrer de 2001    | París                                             | Moqueta (i)  | Anke Huber          | 7−6(2), 6−1            |
| Guanyadora | 4.   | 12 de febrer de 2001   | Niça, França                                      | Dura (i)     | Magdalena Maleeva   | 6−2, 6−0               |
| Guanyadora | 5.   | 9 d'abril de 2001      | Amelia Island, Estats Units                       | Terra batuda | Amanda Coetzer      | 6−4, 7−5               |
| Guanyadora | 6.   | 7 de maig de 2001      | Berlín                                            | Terra batuda | Jennifer Capriati   | 6−4, 2−6, 6−3          |
| Finalista  | 6.   | 14 de maig de 2001     | Roma (2)                                          | Terra batuda | Jelena Dokić        | 6−7(3), 1−6            |
| Guanyadora | 7.   | 18 de febrer de 2001   | Dubai, Emirats Àrabs Units                        | Dura         | Sandrine Testud     | 6−4, 7−6(3)            |
| Guanyadora | 8.   | 12 d'agost de 2002     | Mont-real, Canadà                                 | Dura         | Jennifer Capriati   | 6−4, 6−1               |
| Finalista  | 7.   | 3 de febrer de 2003    | París (2)                                         | Moqueta (i)  | Serena Williams     | 3−6, 2−6               |
| Guanyadora | 9.   | 28 d'abril de 2003     | Varsòvia, Polònia                                 | Terra batuda | Venus Williams      | 6−7(6), 6−0, 3−0, ret. |
| Finalista  | 8.   | 12 de maig de 2003     | Roma (3)                                          | Terra batuda | Kim Clijsters       | 6−3, 6−7(3), 0−6       |
| Finalista  | 9.   | 29 de setembre de 2003 | Moscou, Rússia                                    | Moqueta (i)  | Anastassia Mískina  | 2−6, 4−6               |
| Guanyadora | 10.  | 27 d'octubre de 2003   | Filadèlfia, Estats Units                          | Dura         | Anastassia Mískina  | 5−7, 6−0, 6−2          |
| Finalista  | 10.  | 3 de novembre de 2003  | WTA Tour Championships, Los Angeles, Estats Units | Dura (i)     | Kim Clijsters       | 2−6, 0−6               |
| Finalista  | 11.  | 12 de gener de 2004    | Sydney                                            | Dura         | Justine Henin       | 4−6, 4−6               |
| Finalista  | 12.  | 5 d'abril de 2004      | Amelia Island                                     | Terra batuda | Lindsay Davenport   | 4−6, 4−6               |
| Guanyadora | 11.  | 3 de maig de 2004      | Berlín (2)                                        | Terra batuda | Venus Williams      | Renúncia               |
| Guanyadora | 12.  | 10 de maig de 2004     | Roma                                              | Terra batuda | Jennifer Capriati   | 3−6, 6−3, 7−6(6)       |
| Guanyadora | 13.  | 2 d'agost de 2004      | Mont-real (2)                                     | Dura         | Elena Likhovtseva   | 6−1, 6−0               |
| Finalista  | 13.  | 16 d'agost de 2004     | Jocs Olímpics, Atenes, Grècia                     | Dura         | Justine Henin       | 3−6, 3−6               |
| Finalista  | 14.  | 4 d'octubre de 2004    | Filerstadt, Alemanya                              | Dura         | Lindsay Davenport   | 2−6, retirada          |
| Guanyadora | 14.  | 18 d'octubre de 2004   | Linz, Àustria                                     | Dura         | Elena Bovina        | 6−2, 6−0               |
| Guanyadora | 15.  | 25 d'octubre de 2004   | Filadèlfia (2)                                    | Dura         | Vera Zvonariova     | 3−6, 6−2, 6−2          |
| Finalista  | 15.  | 7 de febrer de 2005    | París (3)                                         | Moqueta (i)  | Dinara Safina       | 4−6, 6−2, 3−6          |
| Guanyadora | 16.  | 2 de febrer de 2005    | Anvers, Bèlgica                                   | Moqueta      | Venus Williams      | 4−6, 7−5, 6−4          |
| Guanyadora | 17.  | 9 de maig de 2005      | Roma (2)                                          | Terra batuda | Patty Schnyder      | 2−6, 6−3, 6−4          |
| Finalista  | 16.  | 22 d'agost de 2005     | New Haven, Estats Units                           | Dura         | Lindsay Davenport   | 4−6, 4−6               |
| Finalista  | 17.  | 3 d'octubre de 2005    | Filerstadt (2)                                    | Dura         | Lindsay Davenport   | 2−6, 4−6               |
| Guanyadora | 18.  | 31 d'octubre de 2005   | Filadèlfia (3)                                    | Dura         | Ielena Deméntieva   | 7−5, 2−6, 7−5          |
| Guanyadora | 19.  | 13 de novembre de 2005 | WTA Tour Championships, Los Angeles               | Dura (i)     | Mary Pierce         | 5−7, 7−6(3), 6−4       |
| Guanyadora | 20.  | 28 de gener de 2006    | Open d'Austràlia                                  | Dura         | Justine Henin       | 6−1, 2−0, retirada     |
| Guanyadora | 21.  | 12 de febrer de 2006   | París (2)                                         | Moqueta (i)  | Mary Pierce         | 6−1, 7−6(2)            |
| Guanyadora | 22.  | 19 de febrer de 2006   | Anvers (2)                                        | Moqueta      | Kim Clijsters       | 3−6, 6−3, 6−3          |
| Finalista  | 18.  | 27 de febrer de 2006   | Doha, Qatar                                       | Dura         | Nàdia Petrova       | 6−3, 7−5               |
| Guanyadora | 23.  | 8 de juliol de 2006    | Wimbledon, Regne Unit                             | Gespa        | Justine Henin       | 2−6, 6−3, 6−4          |
| Finalista  | 19.  | 18 de setembre de 2006 | Pequín, Xina                                      | Dura         | Svetlana Kuznetsova | 4−6, 0−6               |
| Finalista  | 20.  | 6 de novembre de 2006  | WTA Tour Championships, Madrid, Espanya           | Dura (i)     | Justine Henin       | 4−6, 3−6               |
| Guanyadora | 24.  | 18 de febrer de 2007   | Anvers (3)                                        | Moqueta      | Kim Clijsters       | 6−4, 7−6(4)            |
| Finalista  | 21.  | 18 de febrer de 2007   | Dubai                                             | Dura         | Justine Henin       | 4−6, 5−7               |
| Finalista  | 22.  | 21 de maig de 2007     | Estrasburg, França                                | Terra batuda | A. Medina Garrigues | 4−6, 6−4, 4−6          |
| Finalista  | 23.  | 18 de juny de 2007     | Eastbourne, Regne Unit                            | Gespa        | Justine Henin       | 5−7, 7−6(4), 6−7(2)    |
| Guanyadora | 25.  | 15 de febrer de 2009   | París (3)                                         | Dura (i)     | Ielena Deméntieva   | 7−6(7), 2−6, 6−4       |

#### Períodes com a número 1
| Núm. | Precedida per | Dates                   | Succeïda per      | Setmanes | Acumulat |
| ---- | ------------- | ----------------------- | ----------------- | -------- | -------- |
| 1.   | Justine Henin | 13/09/2004 − 17/10/2004 | Lindsay Davenport | 5        | 5        |
| 2.   | Kim Clijsters | 20/03/2006 − 12/11/2006 | Justine Henin     | 34       | 39       |

### Dobles femenins: 4 (3−1)
| Abans de 2009                | Després de 2009         |
| ---------------------------- | ----------------------- |
| Grand Slam (0−1)             |                         |
| WTA Tour Championships (0−0) |                         |
| Tier I (0−0)                 | Premier Mandatory (0−0) |
| Tier II (2−0)                | Premier 5 (0−0)         |
| Tier III (0−0)               | Premier (1−0)           |
| Tier IV i V (0−0)            | International (0−0)     |

| Títols per superfície |
| --------------------- |
| Dura (1−0)            |
| Gespa (1−1)           |
| Terra batuda (0−0)    |
| Moqueta (1−0)         |

| Resultat   | Núm. | Data                 | Torneig                    | Superfície  | Parella             | Oponents                         | Marcador         |
| ---------- | ---- | -------------------- | -------------------------- | ----------- | ------------------- | -------------------------------- | ---------------- |
| Guanyadora | 1.   | 16 d'octubre de 2000 | Linz, Àustria              | Moqueta (i) | Chanda Rubin        | Ai Sugiyama Nathalie Tauziat     | 6−4, 6−4         |
| Finalista  | 1.   | 3 de juliol de 2005  | Wimbledon, Regne Unit      | Gespa       | Svetlana Kuznetsova | Cara Black Liezel Huber          | 2−6, 1−6         |
| Guanyadora | 2.   | 16 de juny de 2006   | Eastbourne, Regne Unit     | Gespa       | Svetlana Kuznetsova | Liezel Huber Martina Navrátilová | 6−2, 6−4         |
| Guanyadora | 3.   | 5 d'abril de 2009    | Indian Wells, Estats Units | Dura        | Svetlana Kuznetsova | Květa Peschke Lisa Raymond       | 4−6, 6−3, [10−3] |

### Equips: 2 (1−1)
| Resultat   | Núm. | Data                      | Torneig                        | Superfície   | Equip                                          | Oponents                                                                       | Resultat |
| ---------- | ---- | ------------------------- | ------------------------------ | ------------ | ---------------------------------------------- | ------------------------------------------------------------------------------ | -------- |
| Guanyadora | 1.   | 22−23 de novembre de 2003 | Copa Federació, Moscou, Rússia | Moqueta (i)  | S. Cohen-Aloro · Emilie Loit · Mary Pierce     | Martina Navrátilová · Lisa Raymond · Meghann Shaughnessy · Alexandra Stevenson | 4–1      |
| Finalista  | 1.   | 17−18 de setembre de 2005 | Copa Federació, París, França  | Terra batuda | Nathalie Dechy · Tatiana Golovin · Mary Pierce | Ielena Deméntieva · Vera Duixévina · Anastassia Mískina · Dinara Safina        | 2–3      |

## Trajectòria

### Individual
| Torneig | 1994 | 1995  | 1996 | 1997        | 1998        | 1999        | 2000  | 2001        | 2002        | 2003        | 2004  | 2005        | 2006        | 2007        | 2008  | 2009  | Títols    | V − D     |
| --- | ---- | ----- | ---- | ----------- | ----------- | ----------- | ----- | ----------- | ----------- | ----------- | ----- | ----------- | ----------- | ----------- | ----- | ----- | --------- | --------- |
| Open d'Austràlia | A    | A     | Q    | Q           | 3R          | F           | 2R    | 4R          | QF          | A           | QF    | QF          | G           | 4R          | 3R    | 3R    | 1 / 14    | 38 – 9    |
| Roland Garros | A    | 1R    | 2R   | 2R          | 1R          | 2R          | 4R    | 1R          | 4R          | QF          | QF    | 3R          | 4R          | 3R          | 2R    | 1R    | 0 / 16    | 25 – 15   |
| Wimbledon | A    | A     | A    | Q           | 2R          | A           | 1R    | 3R          | SF          | A           | SF    | SF          | G           | 4R          | 3R    | 4R    | 1 / 11    | 35 – 9    |
| US Open | A    | A     | A    | A           | 3R          | 4R          | A     | QF          | SF          | QF          | QF    | QF          | SF          | A           | 4R    | 2R    | 0 / 11    | 35 – 10   |
| Jocs Olímpics | NC   | NC    | A    | No celebrat | No celebrat | No celebrat | 1R    | No celebrat | No celebrat | No celebrat | F     | No celebrat | No celebrat | No celebrat | A     | NC    | 0 / 2     | 5 – 2     |
| WTA Championships | A    | A     | A    | A           | A           | 1R          | A     | 1R          | A           | F           | SF    | G           | F           | A           | A     | A     | 1 / 6     | 12 – 9    |
| Total Victòries−Derrotes | 3−6  | 14−10 | 9−7  | 26−20       | 31−23       | 36−15       | 24−13 | 46−12       | 48−15       | 53−16       | 63−11 | 56−17       | 51−14       | 28−15       | 32−19 | 27−14 | 547 – 227 | 547 – 227 |
| Rànquing a final d'any | 827  | 290   | 159  | 109         | 29          | 10          | 16    | 9           | 6           | 4           | 2     | 3           | 3           | 18          | 24    | 15    |           |           |
| Llegenda: G: Guanyadora; F: Finalista; SF: Semifinalista; QF: Quarts de final; Q: Qualificació; A: Absent; RR: Round Robin; |      |       |      |             |             |             |       |             |             |             |       |             |             |             |       |       |           |           |

### Dobles femenins
| Open d'Austràlia | A   | A   | A           | A           | QF          | 2R | A           | A           | A           | A   | A           | 3R          | 2R          | 2R  | A  | 0 / 5 | 8 – 5  |
| Roland Garros | 1R  | 1R  | 2R          | 2R          | 1R          | 1R | A           | 1R          | A           | A   | A           | A           | 1R          | A   | A  | 0 / 8 | 2 – 8  |
| Wimbledon | A   | A   | A           | A           | A           | 3R | 2R          | A           | A           | A   | F           | 2R          | A           | A   | 3R | 0 / 5 | 11 – 5 |
| US Open | A   | A   | A           | A           | 3R          | A  | 2R          | A           | A           | A   | A           | A           | A           | A   | A  | 0 / 2 | 3 – 2  |
| Jocs Olímpics | NC  | A   | No celebrat | No celebrat | No celebrat | QF | No celebrat | No celebrat | No celebrat | 2R  | No celebrat | No celebrat | No celebrat | A   | NC | 0 / 2 | 2 – 2  |
| Rànquing a final d'any | 284 | 671 | –           | 151         | 85          | 53 | 197         | 182         | –           | 138 | 64          | 57          | 302         | 144 | 57 |       |        |
| Llegenda: G: Guanyadora; F: Finalista; SF: Semifinalista; QF: Quarts de final; Q: Qualificació; A: Absent; RR: Round Robin; |     |     |             |             |             |    |             |             |             |     |             |             |             |     |    |       |        |